# Sondalo

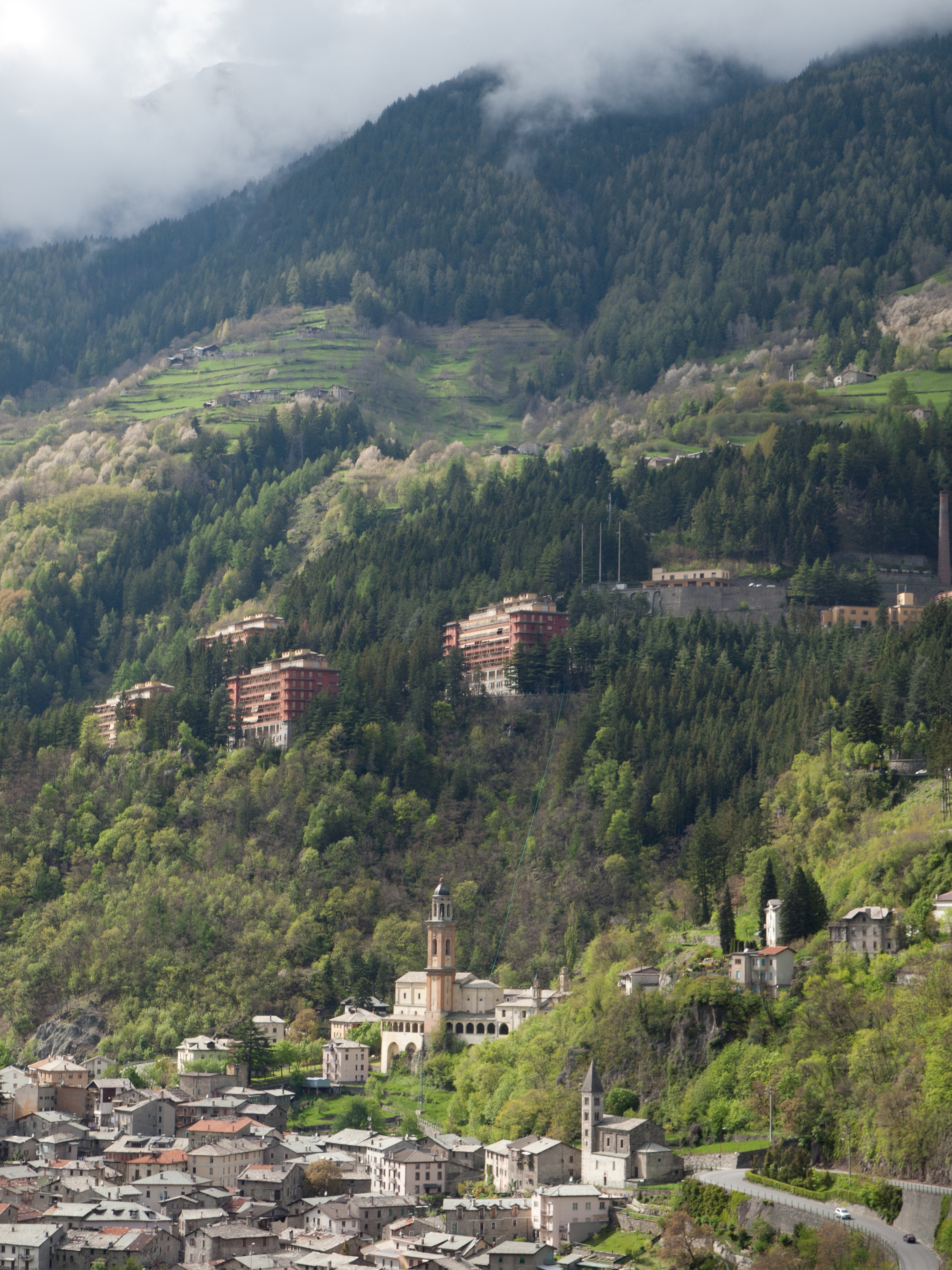
Sondalo met sanatorium

Sondalo is een gemeente in de Italiaanse provincie Sondrio (regio Lombardije) en telt 4537 inwoners (31-12-2004). De oppervlakte bedraagt 96,1 km², de bevolkingsdichtheid is 47 inwoners per km².
De volgende frazioni maken deel uit van de gemeente: Migiondo, Sommacologna, Somtiolo, Mondadizza, Grailè, Le Prese, Frontale, Fumero, Taronno, Montefeleito.

## Demografie
Sondalo telt ongeveer 1898 huishoudens. Het aantal inwoners daalde in de periode 1991-2001 met 9,2% volgens cijfers uit de tienjaarlijkse volkstellingen van ISTAT.
| Jaar | Inwoneraantal |
| ---- | ------------- |
| 1991 | 4954          |
| 2001 | 4499          |

## Geografie
De gemeente ligt op ongeveer 900 m boven zeeniveau.
Sondalo grenst aan de volgende gemeenten: Grosio, Ponte di Legno (BS), Valdisotto, Valfurva, Vezza d'Oglio (BS).

## Geboren
- Roberto Nani (1988), alpineskiër
- Martina Valcepina (1992), shorttrackster
- Alessio Martinelli (2001), wielrenner